# Valentin Nikolov
Valentin Valentinov Nikolov (in bulgaro Валентин Валентинов Николов?; Sofia, 15 ottobre 2003) è un calciatore bulgaro, attaccante del Makedonikos.

## Carriera

### Club
Cresciuto nel settore giovanile della Lokomotiv Sofia, ha esordito in prima squadra il 27 ottobre 2018 in occasione dell'incontro di Vtora liga vinto per 0-2 contro il Pirin Blagoevgrad. Con il club rossonero ha ottenuto la promozione in prima divisione al termine della stagione 2020-2021 ed il 23 luglio 2021 ha esordito in Părva liga nel match perso 1-0 contro il Beroe.

### Nazionale
Ha giocato nelle nazionali giovanili bulgare Under-17, Under-19 ed Under-21.

## Statistiche

### Presenze e reti nei club
Statistiche aggiornate al 29 settembre 2022.
| Stagione        | Squadra         | Campionato      | Campionato | Campionato | Coppe nazionali | Coppe nazionali | Coppe nazionali | Coppe continentali | Coppe continentali | Coppe continentali | Altre coppe | Altre coppe | Altre coppe | Totale | Totale |
| Stagione        | Squadra         | Comp            | Pres       | Reti       | Comp            | Pres            | Reti            | Comp               | Pres               | Reti               | Comp        | Pres        | Reti        | Pres   | Reti   |
| --------------- | --------------- | --------------- | ---------- | ---------- | --------------- | --------------- | --------------- | ------------------ | ------------------ | ------------------ | ----------- | ----------- | ----------- | ------ | ------ |
| 2018-2019       | Lokomotiv Sofia | 2L              | 7          | 0          | CB              | 0               | 0               |                    | -                  | -                  |             | -           | -           | 7      | 0      |
| 2019-2020       | Lokomotiv Sofia | 2L              | 9          | 1          | CB              | 0               | 0               |                    | -                  | -                  |             | -           | -           | 9      | 1      |
| 2020-2021       | Lokomotiv Sofia | 2L              | 22         | 3          | CB              | 0               | 0               |                    | -                  | -                  |             | -           | -           | 22     | 3      |
| 2021-2022       | Lokomotiv Sofia | 1L              | 20+6       | 1+0        | CB              | 1               | 0               |                    | -                  | -                  |             | -           | -           | 27     | 1      |
| 2022-2023       | Lokomotiv Sofia | 1L              | 7          | 0          | CB              | 0               | 0               |                    | -                  | -                  |             | -           | -           | 7      | 0      |
| Totale carriera | Totale carriera | Totale carriera | 71         | 5          |                 | 1               | 0               |                    | -                  | -                  |             | -           | -           | 72     | 5      |